# Monarca alatacat
El monarca alatacat (Symposiachrus guttula) és un ocell de la família dels monàrquids (Monarchidae).

## Hàbitat i distribució
Habita els boscos a les illes Aru i a Waigeo, Batanta, Salawati i Misool, a les illes Raja Ampat Nova Guinea, D'Entrecasteaux i Louisiade.